# Luoklif
De Luoklif, Luobákti, is een klif op de helling van de Luoberg, die in het noorden van Zweden ligt. De klif heeft daar een top van 1187 meter voordat het steil naar beneden gaat. Het terrein daalt binnen 500 meter bijna 400 meter. Ten oosten van de klif ligt het Luopasjaureh.